# Catálogo Shapley-Ames
O Catálogo Shapley-Ames das Galaxias Brilhantes ( Shapley-Ames Catalog of Bright Galaxies) é um catálogo de galáxias publicado em 1932 que inclui observações de 1249 objetos mais brilhantes que a magnitude 13.2. Foi compilado por Harlow Shapley e Adelaide Ames. Eles identificaram 1189 objetos baseados no New General Catalogue e 48 baseados no Index Catalog. Foi a primeira compilação de galáxias brilhantes no céu do norte e do sul. O catálogo contém a posição, brilho, tamanho e a classificação Hubble das galáxias. Nos 60 anos seguintes a sua publicação, astrônomos se basearam nesse catálogo como fonte primária de informação sobre redshifts e tipos de galáxia.

## História
Shapley e Ames começaram o estudo de galáxias próximas em 1926.
Uma descoberta importante desta pesquisa foi que as galáxias não eram uniformemente distribuídas (o que violava a suposição de isotropia); no hemisfério norte havia mais galáxias do que no hemisfério sul. Também foi descoberto que o Aglomerado de Virgem se estende além do que previamente se acreditava. A partir destes dados, Shapley e Ames criaram uma nova hierarquia de aglomerados (clusters), chamada de supercluster, que é um aglomerado de aglomerados (e.g., um aglomerado de galáxias), e chamaram essa aglomerado de Virgem no hemisfério norte de "Supercluster Local".

## Catálogo Shapley-Ames Revisado
Em 1981, Allan Sandage e Gustav Tammann publicaram uma versão atualizada conhecida como Revised Shapley-Ames Catalog (RSA). A lista original de galáxias foi mantida, com exceção de três objetos que não eram mais considerados galáxias. A informação das restantes 1246 galáxias individuais foi atualizada e substancialmente ampliada.

## References
1. ↑  Albrecht Unsöld; Bodo Baschek (1 January 2001).
2. ↑  Steinicke.
3. 1 2  Allan Sandage (2004).
4. 1 2  Vera C. Rubin (1997).
5. ↑  Ronald Newbold Bracewell (1 January 1959).
6. ↑  Wolfgang Steinicke (2007).